# Spoorlijn Breda - Maastricht
Staatslijn E is de volgens de Wet op de Aanleg van Staatsspoorwegen van 18 augustus 1860 door de Staat der Nederlanden aangelegde spoorweg tussen de steden Breda – Tilburg – Eindhoven – Venlo – Roermond – Sittard – Maastricht.

## Geschiedenis
Nadat Kabinet-Rochussen op 8 februari 1860 was gevallen door de spoorwegkwestie, trad het nieuwe Kabinet-Van Hall-Van Heemstra al krap twee weken later aan. Dit kabinet besloot om een tiental spoorlijnen in Nederland aan te leggen op kosten van de Staat, waaronder de spoorlijn Breda - Maastricht. De spoorlijn kreeg de naam Staatslijn E, en zou bij station Boxtel aansluiten op de spoorlijn Utrecht - Boxtel, die bekend werd onder als Staatslijn H. Boxtel werd zodoende een spoorwegknooppunt van Noord-Brabant, als compromis tussen de belangen van 's-Hertogenbosch en Eindhoven. De spoorlijn is voor een groot gedeelte bekostigd uit de baten van Nederlands-Indië.
De spoorlijn werd in fasen geopend:
- 5 oktober 1863: Breda – Tilburg
- 1 mei 1865: Tilburg – Boxtel
- 1 juli 1866: Boxtel – Eindhoven
- 1 oktober 1866: Eindhoven – Venlo
- 21 november 1865: Venlo – Maastricht

Bij de opening van de spoorlijn werden er geen feestelijkheden georganiseerd vanwege een epidemie van cholera rondom Helmond.
Er zijn twee spoorbruggen. Een over de Maas bij Venlo (1866) en een over de oude Zuid-Willemsvaart bij Helmond. De spoorbrug aldaar is niet meer in gebruik.

### Historische verzakkingen nabij Geulle
Nabij Geulle is er een talud aangelegd om de spoorlijn het hoogteverschil in het Bunder- en Elslooërbos te laten overbruggen. In dit hellingbos komt echter een grote hoeveelheid water uit de bodem, hetgeen tot instabiliteit in het talud leidde door verzadiging van de bodem. Dit leidde tijdens de bouw van de lijn al tot problemen, maar de lijn werd na de nodige werkzaamheden veilig bevonden en in gebruik genomen. Petrus Regout, een prominent industrieel uit Maastricht, uitte echter openlijk zijn twijfels over de veiligheid van de lijn. Op 25 september 1892 verzakte het talud inderdaad, over een lengte van 80 meter ongeveer vijf meter diep weg. Een personentrein was net gepasseerd en een naderende goederentrein kon door snel ingrijpen van een inwoner van Geulle nog net worden gestopt, voordat deze het gat in reed, waarmee een groot ongeval werd voorkomen. Tijdens de herstelwerkzaamheden is het talud op een steviger basis van breuksteen gelegd en zijn er meerdere afwateringsgeulen aangebracht, om te voorkomen dat er wederom een verzakking zou plaatsvinden. Bij de herstelwerkzaamheden is Station Geulle aangelegd, dat later weer is gesloten.

## Huidig gebruik
De hele lijn is in gebruik, maar sinds de aanleg van de spoorlijn Eindhoven - Weert in 1913 is er samen met de spoorlijn Budel - Vlodrop een kortere verbinding tussen Eindhoven en Roermond. Doorgaande treinen tussen Eindhoven en Roermond rijden daarom niet via Venlo, zie treinverbindingen met Eindhoven.
De lijn is voor het grootste deel dubbelsporig en geëlektrificeerd, met uitzondering van twee trajecten. Het traject Boxtel - Eindhoven is viersporig omdat treinen van Staatslijn H (Utrecht - Den Bosch - Boxtel) dit traject ook gebruiken naar en van Eindhoven. Het tweede traject, Venlo – Roermond, is enkelsporig en niet geëlektrificeerd. Het wordt geëxploiteerd als zuidelijk deel van de Maaslijn (Nijmegen – Venlo).